# Hans Springinklee
Hans Springinklee lub Mistrz Chrystusa w tłoczni z Ansbach (ur. ok. 1490/1495, zm. ok. 1540) – niemiecki grafik, drzeworytnik.

## Życie i twórczość
Pochodził prawdopodobnie z Norymbergi. Niemiecki historyk Peter Strieder identyfikował Mistrza Chrystusa z Hansem Springinkleem. Według Johanna Neudörffera, autora monografii poświęconej niemieckim artystom wydanej w 1547 roku, był on uczniem Albrechta Dürera. Pierwsza jego praca sygnowana jego monogramem HSK Cud Świętego Wilgefortisa pochodzi z 1513 roku. W latach 1512–1515 pod kierownictwem Dürera pracował przy Bramie triumfalnej dla cesarza Maksymiliana I. W 1520 otrzymał zlecenie od rady miejskiej Norymbergi na wykonanie malowideł dekoracyjnych w zamku przed wizytą cesarza Karola V. W latach 1513–1520 jego twórczość ograniczała się głównie do sygnowanych drzeworytów wykonywanych dla druków jednokartkowych. Najstarsze z nich wzorowane były na pracach Dürera i nawiązywały do jego stylu m.in. drzeworyt Kąpiel niewiast z 1513 roku. W 1516 roku wykonał prace do wydania Hortus animae, gdzie Springinklee zaprezentował własny styl polegający na użyciu delikatnej kreski. Ryciny powstałe po 1518 charakteryzowały się już dojrzałością stylu artysty. Hans Springinklee był żonaty z Barbarą Wagnerin, z którą zawarł sakrament małżeństwa 7 grudnia 1533 w St Sebald.

## Malarstwo
W okresie do 1520 roku powstały obrazy Boże Narodzenie z Cleveland, Święta Rodzina z Norymbergi i Opłakiwanie z Wenecji. Do najbardziej wymownej pracy należy obraz Chrystusa w tłoczni powstały na podstawie szkicowego rysunku Dürera. Obraz był epitafium dziekana Matthiasa von Gulpena.